# Austin St. John
Austin St. John, född Jason Geiger 17 september 1975, är en amerikansk skådespelare känd för rollen i TV-serien Mighty Morphin Power Rangers som Jason Lee Scott, den ursprungliga röda Rangern och ledaren i Power Rangers.

## Power Rangers
St. Johns första roll som skådespelare började 1993 när han spelade Jason Lee Scott, den röda Rangern i Saban Entertainments Mighty Morphin Power Rangers. Vid 17 års ålder när serien hade premiär på Fox Network var han den yngste medlemmen av originaluppsättningen, men hade mycket erfarenhet av kampsport vilket var intrigerade till hans rollfigur i serien. Mighty Morphin Power Rangers blev en enorm succé och snabbt blande högrankade barnprogrammen någonsin.

## Filmografi
| År        | TV-program                      | Roll                                               | Notis                              |
| --------- | ------------------------------- | -------------------------------------------------- | ---------------------------------- |
| 1993–1999 | Mighty Morphin Power Rangers    | Jason Lee Scott / Red Power Ranger                 | Starring role (79 avsnitt)         |
| 1996      | Power Rangers: Zeo              | Jason Lee Scott / Gold Zeo Ranger                  | Starring role (17 avsnitt)         |
| 1998      | Exposé                          | Detective Anderson                                 | TV-film                            |
| 1999      | Power Rangers: The Lost Episode | Som sig själv / Jason Lee Scott / Red Power Ranger | Co-host / Co-star (original pilot) |
| 2002      | Power Rangers: Wild Force       | Jason Lee Scott / Red Power Ranger                 | Gäst ("Forever Red")               |

### Film
| Film | År                                                  | Roll            |
| ---- | --------------------------------------------------- | --------------- |
| 1995 | Encyclopedia of Martial Arts: Hollywood Celebrities | Som sig själv   |
| 1997 | Turbo: A Power Rangers Movie                        | Jason Lee Scott |